# Japan Open 2024
Japan Open 2024 (cunoscut și sub numele de Kinoshita Group Japan Open Tennis Championships  din motive de sponsorizare) a fost un turneu de tenis masculin care s-a jucat pe terenuri dure în aer liber. A fost cea de-a 49-a ediție a Japan Open, turneu de nivel ATP 500 din sezonul ATP Tour 2024. S-a desfășurat la Ariake Coliseum din Tokyo, Japonia, în perioada 25 septembrie–1 octombrie 2024.

## Campioni

### Simplu masculin
Pentru mai multe informații consultați Japan Open 2024 – Simplu

### Dublu masculin
Pentru mai multe informații consultați Japan Open 2024 – Dublu

## Puncte și premii în bani

### Distribuția punctelor
| Probă  | Câștigător | Finalist | Semifinalist | Sfertfinalist | Runda 2 | Runda 1 | Q  | Q2 | Q1 |
| Simplu | 500        | 330      | 200          | 100           | 25      | 0       | 25 | 13 | 0  |
| Dublu  | 500        | 300      | 180          | 90            | N/A     | N/A     | 45 | 25 | 0  |

### Premii în bani
| Probă  | Câștigător | Finalist  | Semifinalist | Sfertfinalist | Runda 2  | Runda 1  | Q2      | Q1      |
| Simplu | 340.010 $  | 182.950 $ | 97.510 $     | 49.820 $      | 26.595 $ | 14.185 $ | 7.270 $ | 4.080 $ |
| Dublu* | 111.690 $  | 59.570 $  | 30.140 $     | 15.070 $      | 7.800 $  | N/A      | N/A     | N/A     |

*per echipă